# Orguljaš
Orguljaš (lat. organista, organicus ili organo(e)dus, latinizam organist) ili orguljašica, glazbenik je koji svira orgulje, često kao crkveni glazbenik predvodeći liturgijsku glazbu pratnjom crkvenoga zbora. Najčešće svira sam ili kao pratnja (korepeticija) pjevačima, zboru, ansamblu ili orkestru. 
Orguljaši se dijele na klasične, crkvene i kazališne. Klasični orguljaši često djeluju i kao crkveni ili kazališni i obratno. Najveći broj orguljaša upravo su crkveni (župni) orguljaši. Kazališni orguljaši bili su popularni u prvoj polovini XX. st. kao pratnja nijemim filmovima.
Mnogi skladatelji, pijanisti i čembalisti bili su ujedno i orguljaši, poput Johanna Sebastiana Bacha, Wolfganga Amadeusa Mozarta, Dietericha Buxtehudea, Felixa Mendelssohna, Franza Liszta, Césara Francka, Camillea Saint-Saënsa, Charles-Mariea Widora, Louisa Viernea, Marcela Dupréa i Mauricea Durufléa.
Orguljaši u djelima popularne glazbe često sviraju Hammondove orgulje ili orgulje oponašaju pomoću sintesajzera.